# Ханенко Василь Олександрович
Василій Олександрович Ханенко (24 червня (6 липня) 1878 — після 1917) — стародубський повітовий предводитель дворянства, член IV Державної думи від Чернігівської губернії.

## Життєпис
Православний. Із спадкових дворян Чернігівської губернії. Землевласник Стародубського повіту (2480 десятин).
Закінчив Чернігівську гімназію (1897) та юридичний факультет Імператорського Московського університету (1902).
Після закінчення університету оселився у своєму маєтку Стародубського повіту, де зайнявся сільським господарством та громадською діяльністю. Обирався гласним Стародубського повітового та Чернігівського губернських земських зборів (1904—1917), членом повітової училищної ради від стародубського земства, почесним мировим суддею (1905—1917) та Стародубським повітовим предводителем дворянства (1905—1917). Крім того, був почесним опікуном Стародубської чоловічої гімназії.
На виборах до IV Державної думи був виборщиком по Стародубському повіту від з'їзду землевласників. 10 жовтня 1913 року на додаткових виборах від загального складу виборщиків Чернігівської губернії був обраний на місце С. М. Розенбаха. Входив до фракції центру, а з 1915 року — і до Прогресивного блоку. Був членом комісій: з виконання державного розпису доходів і видатків, із запитів, з направлення законодавчих припущень, продовольчої, про збори, з переселенської справи, фінансової та сільськогосподарської.
Доля після 1917 року невідома. Був одружений з Ганною Іванівною Щегловитовою (1895—1970), дочкою міністра юстиції І. Г. Щегловитова. В еміграції Анна Іванівна взяла шлюб із медиком К. К. Лозиною-Лозинським.